# Dubliranje slika
Dubliranje slika je jedan od postupaka konzervacije restauracije slika na platnu. Slika na oštećenom platnu se zalijepi na novo platno. U hrvatskom jeziku se koriste i termini podstavljanje, te rentaulaža. U slučajevima ekstremnog propadanja bojeni se sloj sa starog platna može prenijeti na novo platno.

## Svrha
Dubliranje se koristi u svrhu konsolidacije nosioca. Staro platno se zalijepi na novo. Kod izrazito propalih slika, postojeće se oštećeno platno u potpunosti ukloni, te se bojeni sloj prenese na novu podlogu.
Dubliranje je uvelike korišteno u 19. stoljeću, neki su slikari navodno dublirali svoje slike i prije nego što bi ih završili. Od Greenwich Comparative Lining Conference 1974. godine prestalo se s masovnim nekritičkim dubliranjem starih slika, bar što se tiče država s izrazito kvalitenom konzervatorsko restauratorskom službom, kao i visokokvalitetnim obrazovanjem konzervatora restauratora.

## Tehnika
Postupak koji je korišten u 19. stoljeću opisao je Theodore Henry Adolphus Fielding u svojoj knjizi Knowledge and Restoration of Old Paintings (1847). Slika bi se skinula s blind rame i položila na ravnu površinu. Rubovi platna bi se odrezali, te bi tako obrađeno platno bilo manje od novog. List papira bi se s rijetkom pastom zaljepio na lice slike, koja bi se potom postavljena na lice postavila na stol ili drvenu ploču. Stražnja strana slike bi se premazala slojem veziva od paste, kopal laka ili kazeinskog veziva. Novo platno bi se rukom pritisnulo na sliku, vanjski rubovi tkanine bi se pričvrstili na stol kopčama, te bi se komadom drveta zaobljenog ruba prošla stražnja strana kako bi se osigurala potpuna adhezija. Kada bi ljepilo bilo dovoljno suho sve bi se izravnalo umjereno vrućom peglom. Fielding upozorava da "najveću pozornost treba posvetiti tome da se kod rada ne zastajkuje, jer bi tada sama pegla ostala otisnuta na slici, što se više ne bi moglo ispraviti". Potom bi se slika mogla napeti na novu blind ramu, a papir bi se uklonio spužvom natopljenom hladnom vodom.
Fielding opisuje i kako raditi ako se želi sliku prenijeti na novo platno, bez dubliranja. U tom slučaju slika se prekriva papirom kao kod dubliranja, pričvršćuje se na ploču ili stol, te staro platno uklanja struganjem pomoću fine rašpe. Kada se s rašpom dođe do kraja nastavlja se s finim kamenom plovućcem, sve do potpunog uklanjanja platna. Sloj preparacije i slika se tada prenose na novo platno. U ovom slučaju ne rabi se pegla.
Korištenje ručnog peglanja često je za posljedicu imalo ravnanje pastoznih dijelova slike. Ovo je početkom 50-ih popravljeno korištenjem toplog vakuum stola, gdje se radilo s voštanim ljepilom, čime se vršio ujednačeniji pritisak na površinu slike. Produženi period grijanja i visoke temperature su, međutim, također, za posljedicu imale druge vidove teksturalne alteracije.
Voštana su veziva za dubliranje korištena još od 18. stoljeća, iako je najraniji dobro dokumentirani slučaj dubliranje Rembrandtove slike Noćna straža 1851. godine. U početku je korišten čisti vosak, a kasnije su razvijene mješavine s mastiksom i damarom ili venecijanskim terpentinom te kalofonijem. Tijekom 20.  stoljeća došlo se do spoznaje da je impregnacija voskom štetna po bojeni sloj, tj. da uzrokuje tamnjenje slike, posebno na mjestima gdje su platno ili sloj preparacije bili površinski izloženi.

## Suvremena tehnika
Koristi se sintetsko vezivo, najčešće BEVA 371 (ili 375,  prva slika dublirana je BEVOM 371 godine 1969.), u kombinaciji s vakuum stolom i minimalnim zagrijavanjem. Može se koristiti i Plextol B 500, s ovim vezivom zagrijavanje nije potrebno. Vezivo se može nanositi i prskanjem, a kao novo platno mogu se koristiti i sintetski materijali.

## Vanjske poveznice
- Joseph Fouque (1755-1819) rentoileur de tableaux au Musée du Louvre

- La pénétration des adhésifs de doublage

- The procedure of wax-resin linings by the painting restorers Johannes Albertus Hesterman (1848-1916) and sons